# Адамс, Джон
Джон А́дамс (англ. John Adams; 30 октября 1735, Брейнтри, провинция Массачусетс-Бэй, Британская империя — 4 июля 1826, Куинси, Массачусетс, США) — американский государственный и политический деятель, юрист, аболиционист, один из деятелей Войны за независимость США, один из отцов-основателей США, первый вице-президент (1789—1797) и второй президент США (1797—1801). Вместе с супругой Эбигейл Адамс стал основателем целой династии политиков. Его сын, Джон Куинси Адамс, стал шестым президентом США в 1825 году.
Единственный президент США от федералистской партии.

## Происхождение
Первым из Адамсов, переселившимся в Америку был Генри Адамс из Сомерсетшира. В 1638 году он прибыл в колонию Массачусетского залива с женой Эдит Сквир и 9-ю детьми. Его седьмым и самым младшим сыном был Джозеф, у которого был сын, тоже Джозеф, который женился на Ханне Бэсс. У них было 11 детей, один из которых, Джон, родился в 1691 году. Все Адамсы, от первого мигранта, занимались изготовлением солода из ячменя для пивоварения. Джон Адамс стал фермером, башмачником, служил лейтенантом местного ополчения, а потом стал дьяконом, из-за чего стал известен как Дьякон Джон. В 1734 году он женился на Сюзанне Бойлстон из Бруклина (1708—1797), семья которой занимала более высокое положение, чем Адамсы. Через год у них родился сын Джон. Это произошло 19 октября 1735 года. Когда Англия перешла на Григорианский календарь, его днём рождения стало 30 октября.
Адамс мало говорил о своей матери, но об отце говорил подробнее. Он описывал его как самого честного человека, из всех, что он знал, мудрого, благочестивого, чей независимый дух и любовь к своей стране оказали на Адамса-Младшего очень сильное влияние.
У Джона было два младших брата: Питер Бойстон 1738 года рождения и Элайху 1740 года рождения.

## Ранние годы
У Дьякона Джона не было хорошего образования, хотя его брат Джозеф окончил Гарвардский колледж в 1710 году, и он решил, что его сын тоже должен закончить колледж и стать священником. Джон сначала посещал частные уроки в дома своего соседа, а потом посещал Джозефа Клеверли (выпускника Гарварда 1733 года), где у него пропала всякая тяга к обучению. Тогда отец сначала разрешил ему учиться заочно (что дало Адамсу навыки самообразования), а потом перевёл его в школу Джозефа Марша, тоже выпускника Гарварда, который вернул ему интерес к образованию. В возрасте 16 лет его отправили в Кэмбридж, где он сдал вступительный экзамен и поступил в Гарвардский колледж.
Адамс поступил в Гарвард в 1750 году, когда колледж возглавлял Эдвард Холиок, а одним из ведущих преподавателей был профессор Джон Уинтроп. Адамс изучал греческий язык, латынь, логику, риторику и физику, затем философию, метафизику и географию, а на старших курсах математику и геометрию. Его особо привлекали точные науки, особенно математика. Каждое воскресение было посвящено изучению теологии, хотя Гарвард отличался религиозным либерализмом, который в те годы считался даже чрезмерным (Самым консервативным был Йельский колледж). Адамс окончил колледж в 1755 году 15-м по успеваемости в классе из 22-х выпускников. Уже на выпускной церемонии его пригласили работать школьным учителем в Вустере.
Вустер оказался унылым местом, где Адамс чувствовал, что впустую растрачивает свою жизнь за скромную зарплату учителя. Он пытался хотя бы заинтересовать школьников науками, и постепенно пришёл к убеждению, что поощрение лучше действует на человека, чем угрозы и наказания. В первые же дни в Вустере он начал вести дневник, который вёл потом непрерывно в течение 30-ти лет. В те годы уже шла Война с французами и индейцами, и через Вустер несколько раз проходила британская армия, так что Адамс имел возможность видеть лорда Лоудона, лорда Хау и Джеффри Амхерста. Адамс в те дни писал своему другу, что когда французы будут вытеснены из Америки, этот континент сможет обогнать по населению Англию, и тогда ей будет сложно удержать его под своим контролем.
Уже в 1756 году Адамс стал склоняться к тому, чтобы оставить работу учителя и стать юристом. Он стал посещать заседания суда, восхитился мастерством юриста Джеймса Патнэма и стал брать у него уроки права, одновременно оставаясь в школе, чтобы иметь средства к существованию. Он изучал книги по юриспруденции в библиотеке Патнэма и следил за всеми заседаниями суда, изучая прецеденты. К 1758 году он уже достаточно хорошо освоил право, поэтому покинул Вустер и вернулся в Брэйнтри, где не бывал уже восемь лет. Ему было 23 года, у него было гарвардское образование и юридический опыт, но в городке неприязненно относились к юристам, и была слишком высока конкуренция с бостонскими адвокатами. Адамс отправился в Бостон, где заручился поддержкой известного юриста Джеремии Гридли и получил возможность пользоваться его библиотекой. 6 ноября он был официально принят в бостонскую ассоциацию адвокатов и получил допуск к юридической практике.
Первое время его дела шли не очень хорошо, он получал лишь мелкие заказы, и не всегда выигрывал дела. Между тем в мае 1761 года в Брейнтри случилась эпидемия гриппа, от которого умер его отец. Его имущество было разделено между его сыновьями, так что Адамс Младший получил небольшую ферму. Это сделало его собственником земли и налогоплательщиком, что давало ему право голоса в народном собрании городка. Теперь он мог говорить о политике и голосовать на выборах должностных лиц. Его сразу же назначили на должность дорожного инспектора, которая не предполагала жалованья. Он успел организовать постройку каменного моста, но следующей же весной его смыло наводнением. В те годы он часто бывал в Уэймуте, где познакомился с семьёй священника Уильяма Смита и его дочерью Эбигейл Смит. Ей было 17 лет, и она отличалась плохим здоровьем. Они решили пожениться осенью 1764 года, а перед этим Адамс сделал себе прививку от оспы (вариоляцию). К маю 1764 года он уже был достаточно здоров, и лето того года он провёл вместе с Эбигейл. Одновременно он ремонтировал свою ферму, пахал огород и сажал яблоневые деревья. 25 октября 1764 года они поженились в Уэймуте.

### Бостонская бойня
Джон Адамс стал одним из виднейших адвокатов Бостона. В 1770 году, после так называемой Бостонской резни, к нему за защитой обратились британские солдаты, обвинённые в убийстве пяти гражданских лиц. Адамс взялся за это дело, несмотря на риск погубить свою репутацию. Он успешно провёл защиту: шестеро солдат были оправданы, а те двое, которые непосредственно стреляли в толпу, признаны виновными в непредумышленном убийстве.

### Политическая карьера
Под влиянием двоюродного брата Сэмьюэла Адамса он примкнул к радикальному крылу «патриотов», но постоянно оставался поклонником «старой» английской конституции, которую высоко ценила оппозиция вигов в Англии. Демонстрации с применением силы были так же противны ему, как и, с его точки зрения, неприемлемые правовые притязания английского парламента. Начал политическую карьеру как критик Закона о гербовом сборе, приобретя известность статьями, напечатанными в «Bostongazette» и в 1768 году перепечатанными в Лондоне под названием «Essay on the Canon and Feudal Law». В 1774 году выбран в Массачусетский национальный конгресс.

## В Континентальном конгрессе
Участвовал в Первом и Втором Континентальных конгрессах. Его подпись стоит под текстом Декларации независимости, в составлении которой он принял непосредственное участие. Предложил назначить Джорджа Вашингтона командующим Континентальной армии.
Сыграл важнейшую роль в создании конституции штата Массачусетс (1779).

## Дипломатическая служба
В 1777—1779 годах — посланник во Франции, первоначально достиг немногого на дипломатическом поприще. В 1780 году отправлен послом в Голландию, где сумел приобрести своему государству расположение правительства и общественного мнения, а также дипломатическое признание. В 1783 году участвовал в составлении Парижского мирного договора. В 1785 году заключил в Гааге знаменитый в международном праве прусско-американский торговый договор. В 1785—1788 годах — первый американский посол в Великобритании, в Лондоне издал «Defence of the Constitution and Governement of the United States» (3 т. 1787 года).

## Вице-президент
Вернувшись в 1788 году на родину, он во главе федералистской партии приступил к изменениям в государственном устройстве, после чего был избран вице-президентом в 1789 году.
В 1789—1797 годах — вице-президент США, проявил себя как консервативный политик, однако был посредником в конфликте между Александром Гамильтоном и Томасом Джефферсоном.

### Президентские выборы 1796 года
Президентские выборы 1796 года были первыми с участием политических партий. Адамс был кандидатом в президенты от Федералистской партии, другим кандидатом от этой партии был Томас Пинкни, губернатор Южной Каролины. В то время напарников-кандидатов в современном понимании не было, но Томас Пинкни был выбран именно для этой цели. Главным оппонентом Адамса был Томас Джефферсон, кандидат от Демократическо-республиканской партии. Другим кандидатом от Демократическо-республиканской партии и фактическим напарником Джефферсона был сенатор Аарон Бёрр.
Во время президентской кампании, вместо того чтобы активно участвовать в ней, Адамс оставался дома в своём городе Куинси. Агитационную кампанию за него проводила партия. В итоге, Джон Адамс победил в северных штатах, Томас Джефферсон — в южных. Президентом США был избран Адамс, вступивший в должность 4 марта 1797 года.

## Президентство

Оранжевые штаты — победитель Адамс. Зелёные штаты — победитель Джефферсон.

Период президентского правления Адамса отмечен кризисами и конфликтами, такими как инцидент «дело XYZ», приведший к необъявленной морской войне между флотами США и Франции, принятие законов об иностранцах и подстрекательстве к мятежу, противостояние со сторонниками Джефферсона. Вместе с тем, считается отцом-основателем американского флота. При его президентстве к Конституции была добавлена 11-я поправка.
Адамс стал первым хозяином выстроенного при нём Белого дома (тогда ещё так не называвшегося).

## Уход из политики
Вскоре после окончания президентского срока Адамс объявил об окончании своей политической карьеры. Но, находясь на покое, продолжал вести оживлённую переписку на политические темы, в том числе со своим основным оппонентом Томасом Джефферсоном, который в это время стал третьим президентом США.
В 1801 году Джефферсон был избран в президенты. Адамс удалился в Куинси, где предался литературе и фермерству. Там он также участвовал в комиссии для пересмотра государственного устройства штата Массачусетс.

## Смерть
Джон Адамс умер 4 июля 1826 года, ровно через 50 лет после принятия Декларации независимости. Его последними словами были: «Томас Джефферсон ещё жив». В действительности Джефферсон, его главный политический соперник, уже был мёртв. Он умер в тот же день, несколькими часами ранее.

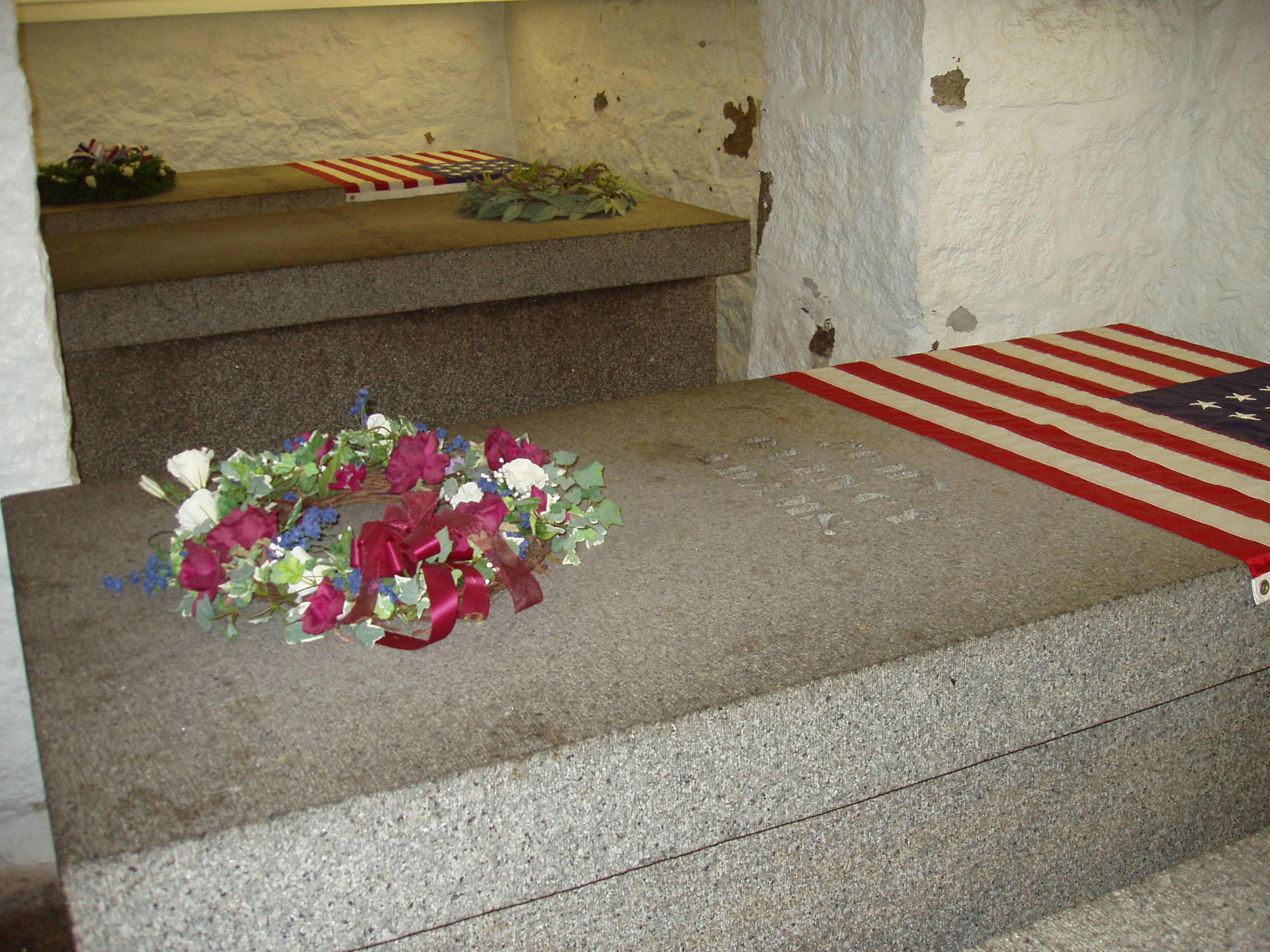
Могила

## Наследие и память

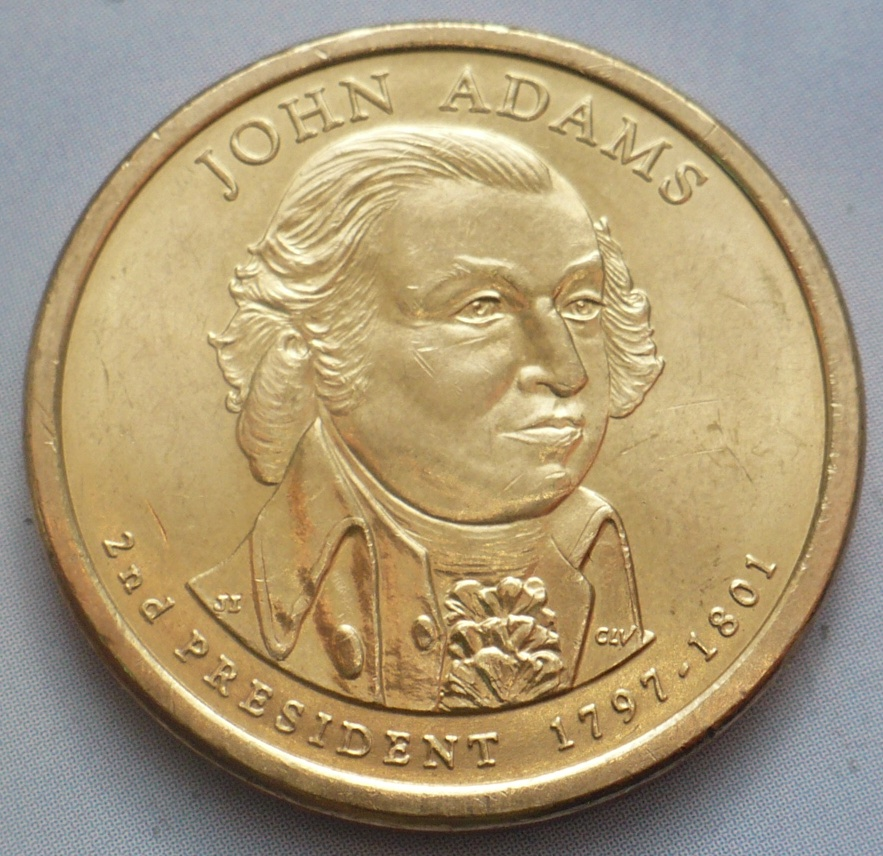
Джон Адамс на памятной монете 1 доллар

- Несмотря на неоценимый вклад в становление США, который внёс Джон Адамс, его имя на протяжении долгих лет пользовалось меньшей популярностью, чем имена других «отцов-основателей». В Вашингтоне нет мемориала в его честь, в то время как существует мемориал Вашингтона, Джефферсона, Линкольна, Рузвельта и прочих. Нет изображения Адамса и на обыкновенных монетах и банкнотах США. Некоторые историки США считают это незаслуженным. Нельзя забывать, что Адамс был кристально честным человеком и эту честность желал принести в политику.
- Дом, в котором родился Джон Адамс, считается национальной исторической достопримечательностью и входит в Адамсовский национальный исторический парк[англ.].
- В честь Адамса был назван город в штате Нью-Йорк и ряд округов в разных штатах.

## Образ в кино
- «Джон Пол Джонс» (1959)
- «Джон Адамс» (2008) — 7-серийный телесериал.
- «Сыны свободы» (2015) — 3-серийный телесериал, рассказывающий о революционной американской организации «Сыны свободы (организация)».

### Статьи
- Thorpe, Francis Newton. The Political Ideas of John Adams (англ.) // The Pennsylvania Magazine of History and Biography. — University of Pennsylvania Press, 1920. — Vol. 44, iss. 4. — P. 1—46.
- Dauer, Manning J. The Political Economy of John Adams (англ.) // Political Science Quarterly. — Oxford University Press, 1941. — Vol. 56, iss. 4. — P. 545—572.